# Betriebsvereinigung der Südwestdeutschen Eisenbahnen
Die Betriebsvereinigung der Südwestdeutschen Eisenbahnen (SWDE) – Association pour l'Exploitation des Chemins de Fer de Sud-Ouest de l'Allemagne – verwaltete die staatlichen Eisenbahnen in den Ländern der französischen Besatzungszone von 1947 bis 1951 und ging schrittweise bis Mitte 1952 in der Deutschen Bundesbahn auf.

Veröffentlichung zur Gründung in einer Sonderausgabe des Amtsblatts der Eisenbahndirektion Mainz

## Vorgeschichte
Nach dem Zusammenbruch des Deutschen Reiches im Zweiten Weltkrieg 1945 entstand aus Gebieten im Südwesten Deutschlands die Französische Besatzungszone. Der Eisenbahnbetrieb war vollständig zum Stillstand gekommen. Erste Betriebsaufnahmen wurden seitens der hier zuerst einmarschierten US-amerikanischen Streitkräfte organisiert, die die Strecken als Nachschublinien benötigten. Die französische Besatzungsmacht gründete als Eisenbahnbehörde für ihren Bereich das Détachement d’Occupation des Chemins de fer Français (DOCF), eine Aufsichtsbehörde, und versuchte zunächst über die drei in ihrem Gebiet liegenden Reichsbahndirektionen,
- Karlsruhe (für die Eisenbahnen im südlichen Baden und im südlichen Württemberg),
- Mainz (für die Eisenbahnen in Rheinhessen, der Pfalz und den französisch besetzten Gebieten rechts des Rheins im Westerwald und im Lahntal) und
- Saarbrücken (für das Gebiet der südlichen, ehemaligen Rheinprovinz),

den Betrieb wieder aufzunehmen.
Da jede Direktion mit den ihr örtlich zur Verfügung stehenden Mitteln improvisierte und versuchte, den Betrieb wieder in Gang zu bringen, entstanden  erhebliche Reibungsverluste und die drei Direktionen drohten, sich auseinander zu entwickeln. Das lag nicht im Interesse der französischen Besatzungsmacht. Auch sie war auf eine möglichst bald wieder funktionierende Eisenbahn angewiesen. Sie schuf deshalb am Ende des Jahres 1945 die Oberdirektion der Deutschen Eisenbahnen der französisch besetzten Zone (OFE) als eine den drei Eisenbahndirektionen vorgesetzte Behörde.
Dies aber scheiterte. Deren Präsident wurde am 27. Mai 1946 seines Amtes enthoben und mit Nôte No. 8 des DOCF vom 13. Juni 1946 die Spitze der Eisenbahnverwaltung neu organisiert: Das DOCF übernahm die Aufgaben der Oberdirektion selbst und sicherte sich die deutsche Expertise, indem es eine Fachbehörde ohne Weisungsbefugnis gegenüber den Direktionen schuf, die das DOCF beraten sollte: Das Verbindungsamt der deutschen Eisenbahnen der französisch besetzten Zone.
In dieser Phase wurde zum 1. April 1947 das Saarprotektorat von Deutschland abgetrennt und erhielt mit den Eisenbahnen des Saarlandes eine eigene, von der Besatzungszone unabhängige Eisenbahnverwaltung, die aus dem dort gelegenen Teil der Reichsbahndirektion Saarbrücken bestand. Deren nördlich des Saarprotektorats gelegenen Teile wurden in einer Eisenbahndirektion Trier zusammengefasst, die östlich der Grenze gelegenen Teile fielen an die Eisenbahndirektion Mainz. Auch die Länder wurden in dieser Zeit neu konstituiert, bei denen nun – vor der Gründung der Bundesrepublik Deutschland – auch die oberste deutsche Staatsgewalt lag. Das waren für die französische Besatzungszone:
- Rheinland-Pfalz,
- (Süd-)Baden und
- Württemberg-Hohenzollern

Durch faktischen Wegfall der Reichsgewalt betrachteten die Länder sich als Eigentümer des jeweiligen Reichsbahnvermögens in ihrem Zuständigkeitsbereich. Die Rechtslage war aber nicht eindeutig. Die Länder regelten deshalb für die Zukunft erst einmal den Betrieb, ohne an den eigentumsrechtlichen Fragen des Reichsbahnvermögens zu rühren.

## Gründung
Die drei genannten Länder schlossen ein „Abkommen zur Errichtung einer Betriebsvereinigung der Südwestdeutschen Eisenbahnen“ über den künftig gemeinsamen Betrieb der in ihrem Gebiet gelegenen Staatsbahnen.
Zum 17. Oktober 1946 hatte die französische Militärregierung an ihrem Sitz in Baden-Baden ein Organisationskomitee einberufen, das eine neue rechtliche Grundlage für den Eisenbahnbetrieb in der französischen Besatzungszone schaffen sollte. Die drei Länder und das VADE waren darin vertreten. Das Komitee verabschiedete am 31. Januar 1947 den Entwurf einer „Satzung der Betriebsvereinigung der Südwestdeutschen Eisenbahnen“, die auf dem länderübergreifenden Abkommen beruhte.
Abkommen und Satzung wurden von den drei Ländern und der Besatzungsmacht ratifiziert und in den Ländern zum 1. Juli 1947 als Gesetz in Kraft gesetzt. Damit war die Betriebsvereinigung der Südwestdeutschen Eisenbahnen gegründet. Die Generaldirektion wurde zum 1. November 1947 in Speyer eingerichtet.

## SWDE

### Organisation

#### Rechtsgrundlage
Grundlagen der Organisation der SWDE waren das genannte Abkommen und die genannte Satzung. Die SWDE war eine gemeinnützige Anstalt des öffentlichen Rechts und damit eine juristische Person, die im eigenen Namen handeln konnte.  Sie gliederte sich gemäß den geografischen Gegebenheiten der französischen Besatzungszone in ein Nord- und in ein Südgebiet, die je für sich einen Inselbetrieb darstellten. Das Nordgebiet umfasste das Land Rheinland-Pfalz mit den Eisenbahndirektionen Mainz und Trier, das Südgebiet die Länder Baden und Württemberg-Hohenzollern mit der Eisenbahndirektion Karlsruhe.
Finanziell sollte das Unternehmen als Wirtschaftsbetrieb geführt werden und sich selbst finanzieren. Für Defizite war gleichwohl ein Schlüssel zwischen den Ländern vereinbart, nach dem dies auszugleichen war.

#### Verwaltungsaufbau
Die  SWDE hatte einen fünfstufigen Verwaltungsaufbau. An der Spitze standen die drei Organe der SWDE: Eisenbahn-Verkehrsrat (EVR), Generaldirektion und Eisenbahn-Beirat. Die früher vom Reichsverkehrsministerium wahrgenommenen Aufgaben waren zwischen EVR und Generaldirektion aufgeteilt worden.

##### Erste Ebene
Der Eisenbahn-Verkehrsrat (EVR) hatte die Aufgabe, die Interessen der drei beteiligten Länder zu wahren. Auch stellte er den Wirtschaftsplan fest, entschied über die Genehmigung der Jahresrechnung und in Fragen grundsätzlicher Bedeutung, musste der Ernennung von Beamten des höheren Dienstes zustimmen und regelte grundsätzliche Fragen des Beamtenrechts. Bis zum in Kraft treten des Besatzungsstatuts am 21. September 1949 nahmen auch Vertreter der Besatzungsmacht an den Sitzungen teil und die Militärregierung musste dessen Beschlüsse genehmigen. Dem Eisenbahn-Verkehrsrat stand ein Präsident vor, der nicht Mitglied des EVR sein durfte, und nicht stimmberechtigt war, also eigentlich als Geschäftsführer fungierte. Neben diesem bestand der EVR aus je zwei Regierungsvertretern und einem Gewerkschaftsvertreter aus jedem der drei Länder. Im Einzelnen waren das:
- Josef Harter († 1948), Nachfolger seit dem 21. März 1949: Alfred Broß[10] (Präsident)
- Johann Weisser (Baden)
- Gustav Strohm (Baden)
- Fritz Neumayer (Verkehrsminister von Rheinland-Pfalz)
- Hans Hoffmann (Finanzminister von Rheinland-Pfalz)
- Heinz Autenrieth (Württemberg-Hohenzollern)
- Gerhart Schlösser (Württemberg-Hohenzollern)
- Theodor Kiefer (Gewerkschaft)
- Oskar Vongerichten (Gewerkschaft)
- Jakob Müller (Gewerkschaft)

Der Eisenbahn-Beirat hatte 34 Mitglieder aus dem Kreis der Wirtschaft und nur beratende Funktion. Ende 1948 oder Anfang 1949 wurde sein Sitz von Baden-Baden nach Karlsruhe verlegt.

##### Zweite Ebene
Die Generaldirektion mit dem Generaldirektor an der Spitze. Generaldirektor war Georg Bauer. Die Generaldirektion war in sechs Abteilungen gegliedert:
- Finanzen und Verwaltung,
- Personal,
- Verkehr,
- Betrieb,
- Bau und
- Maschinendienst.

Daneben bestand auf dieser Ebene noch das Hauptprüfungsamt (HPA) zur Rechnungsprüfung. Die örtlichen Prüfungsämter (PA) waren bei den drei Eisenbahndirektionen angesiedelt.

##### Dritte Ebene
Auf der mittleren Ebene waren die drei Eisenbahndirektionen sowie drei Zentrale Ämter angesiedelt. Jeder Eisenbahndirektion stand ein Präsident vor. Die Eisenbahndirektion Karlsruhe war in sechs Abteilungen, die Eisenbahndirektion Mainz in fünf Abteilungen und die Eisenbahndirektion Trier nur in drei Abteilungen gegliedert.
Die Zentralen Ämter waren
- das Zentral-Einkaufsamt (ZEA) für die Beschaffung von Material, Kohlen und sonstigen Betriebsstoffen,
- das Hauptwagenamt (HWA) für die Disposition der Güterwagen sowie
- die Zentrale Werkstättenleitung (ZWL) für die fachlichen Angelegenheiten der sieben Eisenbahn-Ausbesserungswerke (EAW) Betzdorf, Trier, Konz, Kaiserslautern, Ludwigshafen, Offenburg und Friedrichshafen, die im Übrigen aber den örtlichen Eisenbahndirektionen unterstellt waren.

##### Vierte Ebene
Den Eisenbahndirektionen unterstanden neben den Eisenbahn-Ausbesserungswerken in ihrem Bezirk außerdem insgesamt 54 Ämter: mehrere Eisenbahn-Betriebsämter (BA), Eisenbahn-Verkehrsämter (VA) und Eisenbahn-Maschinenämter (MA), je ein Eisenbahn-Vermessungsämter (VermA) und bei größeren Wiederaufbauarbeiten bei Bedarf Eisenbahn-Neubauämter (NbA).

##### Fünfte Ebene
Den Ämtern wiederum waren auf der untersten, fünften Verwaltungsstufe die „Dienststellen des Außendienstes“ nachgeordnet: Bahnhöfe (Bf), Haltepunkte (Hp), Fahrkartenausgaben (Fka), Güterabfertigungen (Ga), Bahnmeistereien (Bm), Hochbaubahnmeistereien (Hbm), Signalmeistereien (Sigm), Fernmeldemeistereien (Fm), Bahnbetriebswerke (Bw), Bahnbetriebswagenwerke (Bww), Kraftwagenbetriebswerke (Kbw) und Fahrleitungsmeistereien (Flm).

### Betrieb
Die Situation der SWDE war bei ihrer Gründung zum einen immer noch durch umfangreiche Zerstörungen an Fahrzeugen und Eisenbahninfrastruktur geprägt. Stark belastet war sie auch durch Reparationen und Restitution. Dies endete erst Mitte 1951. Während des Kriegs in Frankreich gebaute Lokomotiven mussten nach dort zurückgegeben werden. Um den Eisenbahnbetrieb aufrechterhalten zu können, war die SWDE häufig gezwungen, diese als „Leihlokomotiven“ wieder anzumieten und sie vor ihrem Einsatz auf eigene Kosten in Stand zu setzen.
Das Netz der SWDE umfasste 5012,6 km, davon 3064,4 Hauptbahnen und 116 km Schmalspurbahnen. Auf die drei Eisenbahndirektionen verteilte sich die Streckenlänge wie folgt:
- Mainz: 1812,2 km
- Karlsruhe: 2167,9 km
- Trier: 1032,5 km

### Entwicklung
1949 legten SWDE und die Reichsbahn im Vereinigten Wirtschaftsgebiet eine gemeinsame Anleihe „zum Zwecke des Wiederaufbaues der Eisenbahnanlagen in den drei Westzonen“ auf. Die Annäherung der beiden deutschen Staatsbahnen verstärkte sich, als die SWDE zum 15. Oktober 1949 in „Deutsche Bundesbahn – Betriebsvereinigung der Südwestdeutschen Eisenbahnen“ umbenannt wurde, denn das  Grundgesetz für die Bundesrepublik Deutschland vom 23. Mai 1949 bestimmte in Artikel 87 (damalige Fassung) und 130, dass eine einheitliche Bundeseisenbahn zu schaffen war. Die SWDE bildete nun mit der Deutschen Bundesbahn eine Reparatur-, Betriebs- und Verkehrsgemeinschaft. Auch die Beschaffung wurde vereinigt.

### Weitere Aufgaben
Daneben führte die SWDE die früheren gesetzlichen und freiwilligen Sozialeinrichtungen der Deutschen Reichsbahn weiter:
- Reichsbahn-Betriebskrankenkasse (RBKK),
- Reichsbahn-Versicherungsanstalt (RBVA),
- Reichsbahn-Ausführungsbehörde für Unfallversicherung (RAUV)
- Reichsbahnbeamten-Krankenversorgung (RKV),
- Reichsbahn-Zentralstelle gegen Alkoholgefahren (RZAL),
- Eisenbahn-Sozialwerk (ESW),
- Eisenbahn-Landwirtschaft (ELw),
- Eisenbahn-Hausbrandversorgung (EHbV),
- Eisenbahner-Sportvereine (ESV),
- Eisenbahn-Wohnungsgesellschaften (EWG),
- Eisenbahner-Baugenossenschaften (EBG) und
- Eisenbahn-Spar- und Darlehenskassen (Sparda)

Außerdem verwaltete die Generaldirektion der SWDE treuhänderisch die in der französischen Besatzungszone gelegenen Vermögenswerte der Mitteleuropäischen Schlafwagen- und Speisewagen AG (Mitropa), des Mitteleuropäischen Reisebüros GmbH (MER) und der Deutschen Verkehrs-Kreditbank AG (DVKB).

### Beschaffung von Fahrzeugen
Bereits 1946 wurden die ersten 80 offenen Güterwagen neu beschafft, die allerdings noch während des Krieges von der Reichsbahn bestellt worden waren. Bis 1949 wurden dann insgesamt 1454 Güterwagen unterschiedlicher Gattungen durch die SWDE neu beschafft. Zudem kaufte sie 1948/1949 von der NMBS/SNCB 1000 gebrauchte offene Güterwagen deutscher Bauart, die aus Reparationsabgaben nach dem Ersten Weltkrieg stammten.
Weiterhin wurden 10 Schürzenwagen und 30 Eilzugwagen beschafft, die im Gegensatz zu Vorkriegswagen für den internationalen Verkehr über elektrische Heizungen und auch in der 3. Klasse über Polstersitze verfügten. Im April 1950 wurde ein Vorserien-Schienenbus der Baureihe VT 95 (VT 95 911) mit Beiwagen bestellt, der im August jenes Jahres an die SWDE geliefert wurde.
Um nicht mehr in großem Umfang Güterzuglokomotiven im Reisezugdienst einsetzen zu müssen, bestellte die SWDE im August 1950 acht Lokomotiven der DB-Baureihe 23 bei der Arnold Jung Lokomotivfabrik. Diese wurden allerdings erst 1952 nach dem Ende der SWDE an die DB geliefert.

### Auflösung
In der Bizone (vereinigtes Wirtschaftsgebiet) wurde der dort verbliebene Teil der Reichsbahn unter diesem Namen weiter betrieben. Mit Inkrafttreten des Grundgesetzes für die Bundesrepublik Deutschland am 23. Mai 1949 wurde das  „Abkommen zur Errichtung einer Betriebsvereinigung der Südwestdeutschen Eisenbahnen“ Bundesrecht und die Gesetzgebungszuständigkeit für die Eisenbahnen des Bundes war nun dort angesiedelt. Die SWDE wurde eine „Bundeseisenbahn“ und bildete nach einem Erlass des Bundesverkehrsministers vom 21. September 1949 zusammen mit der „Deutschen Reichsbahn im Vereinigten Wirtschaftsgebiet“ formal die Deutsche Bundesbahn. Der Eisenbahn-Verkehrsrat fasste in seiner 23. Sitzung am 8. Oktober 1949 den Beschluss, dass die Bezeichnung der SWDE ab sofort „Deutsche Bundesbahn – Betriebsvereinigung der Südwestdeutschen Eisenbahnen“ lautete. Beide Verwaltungen blieben rechtlich zunächst jedoch weiterhin getrennt, auch wenn sie mit Verwaltungsabkommen eine engere Zusammenarbeit vereinbarten. Weiter wurden die Beamten der SWDE zum 9. November 1950 Bundesbeamte.
Abschluss der Reihe von Vereinbarungen war diejenige, mit der zum 1. Januar 1951 die Finanz- und Wirtschaftsgemeinschaft hergestellt wurde.
Rechtlich endete die Existenz der SWDE erst mit dem Inkrafttreten des Bundesbahngesetzes am 18. Dezember 1951, nachdem bereits mit dem „Gesetz über die vermögensrechtlichen Verhältnisse der Deutschen Bundesbahn“ ein einheitliches „Bundeseisenbahnvermögen“ errichtet worden war. Faktisch aufgelöst wurde die SWDE dann in den folgenden Monaten, was auch eine festliche Sitzung des EBV in Baden-Baden unter Teilnahme von Bundesverkehrsminister Hans-Christoph Seebohm einschloss. Die letzten Geschäfte der SWDE gingen am 1. Juni 1952 auf die nun voll funktionsfähige Deutsche Bundesbahn über.